# Vorupør Fiskeriforening
Vorupør Fiskeriforening etableredes 25. juni 1892. Initiativtager var strandfoged, fisker og fiskeeksportør Jens Poulsen.
I 1907 fremlagde Jens Munk-Poulsen Vorupør Fiskeriforenings oplæg til en havn i Nørre Vorupør på 56 tdr. land – samme størrelse som havnen i Frederikshavn, og til en pris på 7-8 millioner kroner. 5. december 1907 anbefalede Dansk Fiskeriforenings Vestkysthavneudvalg Vorupør til at få en havn.
Fiskeriforeningen afholdt i 1919 et møde på Vorupør Badehotel med fiskerne i Fiskercompagniet, hvorved det blev bestemt at ændre vedtægterne i compagniet.
I 1932 vedtog Fiskeriforeningen enstemmigt at oprette en fiskeauktion i Vorupør. Dette projekt blev imidlertid aldrig til noget.
13. juni 1941 vedtog Fiskeriforeningen med 20 kystbådes stemmer at bevare det nyetablerede ophalingsspil på landingspladsen. 3 kystbåde stemte imod da de ikke ville opgive deres gode hævdvundne pladser på landingspladsen, da ophalingsspillet jo gav kø, men skånede fiskerne for besværet med at søsætte kystbådene manuelt.
25. juni 1942 afholdt Fiskeriforeningen 50 års jubilæum.
Vorupør Fiskeriforening er stadig aktiv på landingspladsen i Nørre Vorupør.

## Indre Mission
Ligesom Fiskercompagniet var Vorupør Fiskeriforening fra starten dybt præget af Indre Mission.
I 1905 gjordes det obligatorisk med bøn som indledning og afslutning på generalforsamlinger i Fiskeriforeningen.
I 1930'erne måtte en signalmand stille til møde hos bestyrelsen i Fiskeriforeningen fordi der gik rygter om at han 'snapsede'. Bestyrelsen henstillede "At han i fremtiden ville iagttage, at det ikke gentog sig".
Fiskeri om søndagen og på helligdage var bandlyst, og i 1944 stilledes endog forslag om at ophalingsspillet ikke måtte benyttes til klargøring om søndagen til mandagens arbejde. Forslaget blev dog forkastet.
Forbuddet mod søndagsfiskeriet blev imidlertid presset fra flere sider. i 1950 stemte 55 for at bevare forbuddet imens 4 stemte imod. I 1958 stemte 35 for at bevare forbuddet imens 23 stemte imod.
I 1976 henstillede Fiskeriforeningen til at kioskerne stoppede udskænkning af øl, da man ønskede et forbud mod øldrikkeri på landingspladsen.
29. april 1982 blev søndagsfiskeriet igen bragt på banen da et medlem af Fiskeriforeningens bestyrelse ikke længere ville acceptere forbuddet. Efter en del postyr faldt sagen til jorden, da medlemmet trak sig fra bestyrelsen. På Fiskeriforeningens generalforsamling i 1984 blev forbuddet mod søndagsfiskeri forkastet da kun 3 stemte for at bevare det, imens 6 stemte blankt og 24 stemte for at fjerne forbuddet. Især konkurrencen fra Hanstholm Havn der åbnede i 1967 gjorde forbuddet svært at acceptere for fiskerne der måtte se de gode fiskepladser blive optaget. Samtidig pressede den yngre generation på for at få lov til at bruge havet alle de dage vejret tillod det, og uanset om det var søndag eller helligdag.
Hverken bøn eller salmesang er i dag en del af møderne i Vorupør Fiskeriforening.